# Piscu, Ilfov
Piscu este un sat în comuna Ciolpani din județul Ilfov, Muntenia, România. Satul este cunoscut pentru tradițiile sale legate de olărit și olari. .

 Acest articol despre o localitate din județul Ilfov este deocamdată un ciot. Puteți ajuta Wikipedia prin completarea lui.